# Sulfitni postopek
Sulfitni postopek je postopek za pridobivanje celulozne vlaknine, ki je najpomembnejša vlaknina pri izdelavi papirja. Lesni sekanec se z kalcijevim hidrigensulfitom obdeluje v kuhalnikih. S kuhanjem se iz lesa odstranjuje lignin.